# Otopteropus cartilagonodus
Otopteropus cartilagonodus là một loài động vật có vú trong họ Dơi quạ, bộ Dơi. Loài này được Kock mô tả năm 1969.

## Hình ảnh